# Kairuri Peak
Der Kairui Peak ist ein rund 1800 m hoher Berg in der antarktischen Ross Dependency. In der Holland Range ragt er westlich des Bunker Cwm und 16 km westlich des Mount Miller auf.
Wissenschaftler einer von 1959 bis 1960 durchgeführten Kampagne der New Zealand Geological Survey Antarctic Expedition entdeckten und benannten ihn nach der Bezeichnung für einen Landvermesser in maorischer Sprache.